# Benjamin Luxon
Benjamin Matthew Luxon (Redruth, 24 marzo 1937 – Sandisfield, 26 luglio 2024) è stato un baritono britannico naturalizzato statunitense.

## Biografia
Unico figlio di Ernest Luxon e Lucille Grigg, Benjamin Luxon nacque a Redruth, in Cornovaglia, il 24 marzo 1937 e, dopo un periodo come insegnante di educazione fisica, studiò canto alla Guildhall School of Music and Drama e nel 1961 vinse il Concorso internazionale di musica ARD a Monaco di Baviera. Benjamin Britten lo scritturò per il suo English Opera Group, con cui Luxon cantò in una tournée dell'Unione Sovietica nel 1963. Per Britten cantò i ruoli di Sid in Albert Herring, Tarquinio in The Rape of Lucretia e Demetrio in Sogno di una notte di mezza estate. Fu proprio nel ruolo di Sid che esordì con la Scottish Opera nel 1965 e, nella stessa stagione, vi cantò come Andreij Ščelkalov nel Boris Godunov; tornò poi a collaborare con la compagnia nel 1968 come Anania in The Burning Fiery Furnace di Britten.
Luxon si affermò come uno degli interpreti preferiti di Britten, che gli affidò il ruolo dell'eponimo protagonista in occasione della prima mondiale del suo Owen Wingrave nel 1971. Nel 1972 esordì al Covent Garden nella prima mondiale di Taverner, tornandovi a cantare nel 1973 in Owen Wingrave e nel 1974 come Marcello ne La bohème e come eponimo protagonista dell'Eugenio Onegin; sempre nel 1974 ottenne il plauso della critica per il suo Posa nel Don Carlo con l'English National Opera. Nel 1976 fu Diomede nel Troilus and Cressida al Covent Garden e, nello stesso anno, fu il baritono nell'incisione discografica de Il sogno di Geronte diretta da Alexander Gibson per la CRD. Nel 1977 fu Falke ne Il pipistrello alla Royal Opera House con Kiri Te Kanawa e incise per Georg Solti la cantata Belshazzar's Feast di William Turner Walton; in seguito incise nuovamente la cantata nel 1986, diretto da André Previn. Tra il 1971 e il 1980 cantò numerose volte al Glyndebourne Festival Opera, dove apparve non solo come Onegin, ma anche come Ulisse ne Il ritorno d'Ulisse in patria (1972), Conte d'Almaviva ne Le nozze di Figaro (1973), Forester ne La piccola volpe astuta (1975), Ford nel Falstaff (1976), l'eponimo protagonista in Don Giovanni (1977) e Papageno ne Il flauto magico (1978)
Nel 1980 esordì al Metropolitan Opera House come Eugenio Onegin, mentre nel 1981 fece il suo debutto all'Opéra national de Paris come Balstrode nel Peter Grimes. Nel 1982 tornò a Parigi come Onegin e, nello stesso anno, incise il ruolo su disco per la prima volta, diretto da Mstislav Leopol'dovič Rostropovič. Nel 1983 fu l'Escamillo di Agnes Baltsa nella Carmen al Covent Garden, ove tornò per l'ultima volta nel 1984 come Guglielmo in Così fan tutte. Nel 1986 esordì al Teatro alla Scala come Onegin e incise nuovamente la parte su disco, questa volta diretto da Seiji Ozawa. Nel 1988 fu Wozzeck alla Los Angeles Opera, diretto da Simon Rattle. Luxon cantò in oltre un centinaio di incisioni discografiche; tra esse, una delle ultime fu il War Requiem di Britten, diretto da Robert Shaw con l'Orchestra Sinfonica di Atlanta nel 1989. Sempre nel 1989 fece il suo esordio nel ruolo di Falstaff, ottenendo uno dei suoi ultimi grandi successi con l'English National Opera.
La sua carriera finì bruscamente a causa di un'improvvisa perdita d'udito, di cui si accorse durante un recital di Schubert alla Weill Recital Hall; due giorni dopo perse completamente l'udito da un orecchio. Gli fu diagnosticata una malattia autoimmune e, grazie alla chemioterapia, riuscì a portare avanti la carriera sulle scene per un altro paio d'anni, tanto da debuttare alla Wiener Staatsoper e a Tokyo nel 1993 nel ruolo di Falstaff. Con l'udito irrimediabilmente compromesso, si ritirò dal mondo della musica e si dedicò alla regia e al teatro.
Fu sposato con il soprano israeliano Sheila Amit dal 1969 al 2002 e la coppia ebbe tre figli; dopo il divorzio si risposò con Susie Crofut. Morì il 26 luglio 2024 all'età di 87 anni nella sua casa a Sandisfield, nel Massachusetts, a causa di un cancro al colon.